# 蘭封戰鬥
蘭封戰鬥發生於1927年10月20日－1928年1月20日，交戰地點則是在中國豫東一帶，是國民革命軍北伐戰爭的戰鬥之一。蘭封第1次戰鬥的交戰雙方，一方為國民革命軍，另一方為北洋政府所轄軍隊。

## 第一次蘭封戰鬥
1927年10月，馮玉祥的国民联军第2路军鹿钟麟部，在马牧集和直鲁军作战失败後，他的第十军和王金韬师在归德（今商丘市）被围，王鸿恩师在虞城县被围，主力向太康县、柘城县撤退。直鲁军追击，想要击败国民联军占领河南：褚玉璞率领主力八万为中路军，沿铁路西进；袁家骥率军4万为左路，进军太康县；刘志陆、潘鸿钧率领4万为右路军，向考城县进发；孙殿英、袁振清率军三万从黄河以北进军新乡。冯玉祥作为国民联军总司令，集中主力在开封附近，诱敌深入。10月19日，直鲁军鐵甲車抵达内黄县。国民联军第3军、第4军、第5军和鹿钟麟部左翼依托黄河，在杜良寨、杞县、太康县占领阵地。郑大章率领骑兵袭击归德。韩复榘所部和孙连仲所辖两个师在郑州、开封作为预备队。10月23日，直鲁军鐵甲車从铁路正面进攻国民联军。10月26日，国民联军杜良寨阵地右翼危急，杞县激战。刘镇华退守考城。10月27日，韩复榘所部增援。10月29日，冯玉祥下令翌日全线出击。10月30日早，韩复榘、石友三所部击破吕屯、田康、固集一线，直鲁军方永昌、程國瑞、张敬尧率军东退。11月2日，国民联军孫良誠率军占领内黄县，石友三率军占领李坝集，韩复榘率军占领柳河。褚玉璞、刘志陆、潘鸿钧退到曹县、定陶。袁家骥在归德被国民联军夹击，11月5日，大部被歼灭。直鲁军被俘3万余人、鐵甲車5列，枪2万余支、炮40余门。

## 第二次蘭封戰鬥
冯玉祥因为此时何应钦指挥的國民革命軍第一軍还没有进攻蚌埠，而直鲁军已经占领汤阴县、卫辉县、淇县，于是率部退回兰封。派第3军、第4军、第5军和鹿钟麟部、郑大章部守卫兰封、杞县、太康一线，刘镇华集结考城，孙连仲所辖两个师、韩复榘所属一个师至黄河北岸，韩复榘另外两个师在郑州。刘汝明从陕西大荔开赴开封。直鲁军在山东补充兵员后，三路西进。刘志陆、潘鸿钧、姜明玉率领右路军，11月19日，攻陷考城。直鲁军中路、左路，还在睢县以东。这时，國民革命軍第一軍攻克蚌埠，11月24日，国民联军于是反攻。孫良誠率领第3军、第4军、骑兵第二师，和刘镇华所部击败直鲁军右路，包围在考城。11月26日，击毙直鲁军右路军长潘鸿钧，俘2万余人、枪万余支。第3军进攻单县、菏泽，第4军进攻曹县，俘虏三千余人。11月24日，韩复榘率领第6军、第5军，在柳河与直鲁军徐源泉、王栋所部激战，11月26日，获胜，俘虏四千余人。鹿钟麟部击败直鲁军左路，11月27日，攻占归德。12月1日占领虞城县。

## 參看
- 中華民國北洋政府時期內戰戰鬥列表